# امامزاده بابا احمد
امامزاده بابا احمد مربوط به دوره سلجوقیان است و در شهرستان بهمئی، روستای فعلی بابا احمد واقع شده و این اثر در تاریخ ۲ آبان ۱۳۸۲ با شمارهٔ ثبت ۱۰۵۸۰ به‌عنوان یکی از آثار ملی ایران به ثبت رسیده است.
این بنا در سال ۱۳۹۰ به بهانه تعمیر امام زاده تخریب شد.  هیئت امناء امام زاده بابا احمد در شهرستان بهمئی در اقدامی غیرقانونی بناهای تاریخی دوره سلجوقی این مکان مذهبی را به بهانه تعمیر تخریب کردند.